# Digera muricata
Digera muricata (L.) Mart. – gatunek roślin z rodziny szarłatowatych reprezentujący monotypowy rodzaj Digera. Występuje w północno-wschodniej i wschodniej Afryce – od Egiptu po Tanzanię i Madagaskar, w południowej i wschodniej Azji – na Półwyspie Arabskim, od Pakistanu poprzez Indie po Mjanmę, na wyspach Indonezji, we wschodnich Chinach. Jako gatunek introdukowany stwierdzony został także w Europie – w Niemczech.
Rośnie jako chwast w uprawach, w miejscach nawadnianych, na brzegach wód, w zaburzonych, wilgotnych miejscach.

## Morfologia

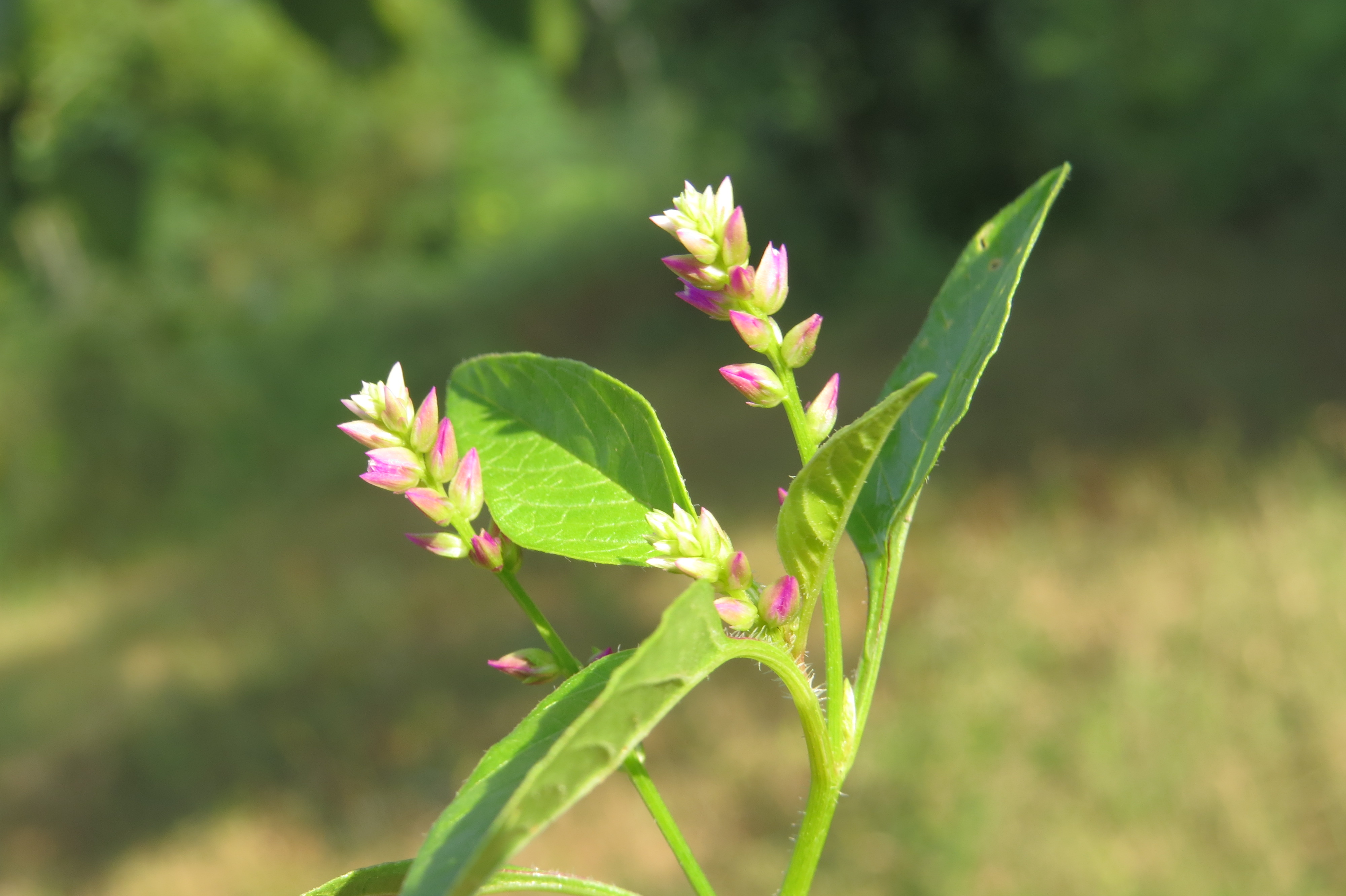
Kwiatostany

PokrójRoślina jednoroczna o pojedynczej, wzniesionej lub podnoszącej się łodydze osiągającej od 20 do 50 cm wysokości.
LiścieSkrętoległe, jajowate do równowąskich, długości od 2 do 6 cm i szerokości od 0,6 do 3 cm. Blaszka u nasady zwężona w ogonek.
KwiatyDrobne, obupłciowe, zebrane w kłosopodobne grona wyrastające w kątach liści. Na osi kwiatostanu kwiaty wyrastają po trzy wsparte błoniastą podsadką. Tylko środkowy kwiat z tych trójek jest obupłciowy i płodny, boczne są sterylne. Listków okwiatu jest 5, są one wolne, różnej długości – dwa dłuższe osiągają 4 mm, mają wiele wiązek przewodzących i są dość sztywne, trzy krótsze mają ok. 3 mm długości, 1–3 wiązki przewodzące i są delikatne. Okwiat jest barwy białej lub różowej. Pręcików jest 5, wolnych, bez prątniczków.
OwoceKulistawe, twarde, niepękające torebki opadające otulone trwałym okwiatem, kwiatami bocznymi i podsadką.

## Systematyka
Gatunek reprezentuje monotypowy rodzaj Digera (L.) Mart. z rodziny szarłatowatych Amaranthaceae w jej szerokim ujęciu (obejmującym komosowate Chenopodiaceae). W obrębie rodziny rodzaj sytuowany jest w podrodzinie Amaranthoideae i plemieniu Amarantheae.